# زمین‌شناسی منطقه ساحل غربی

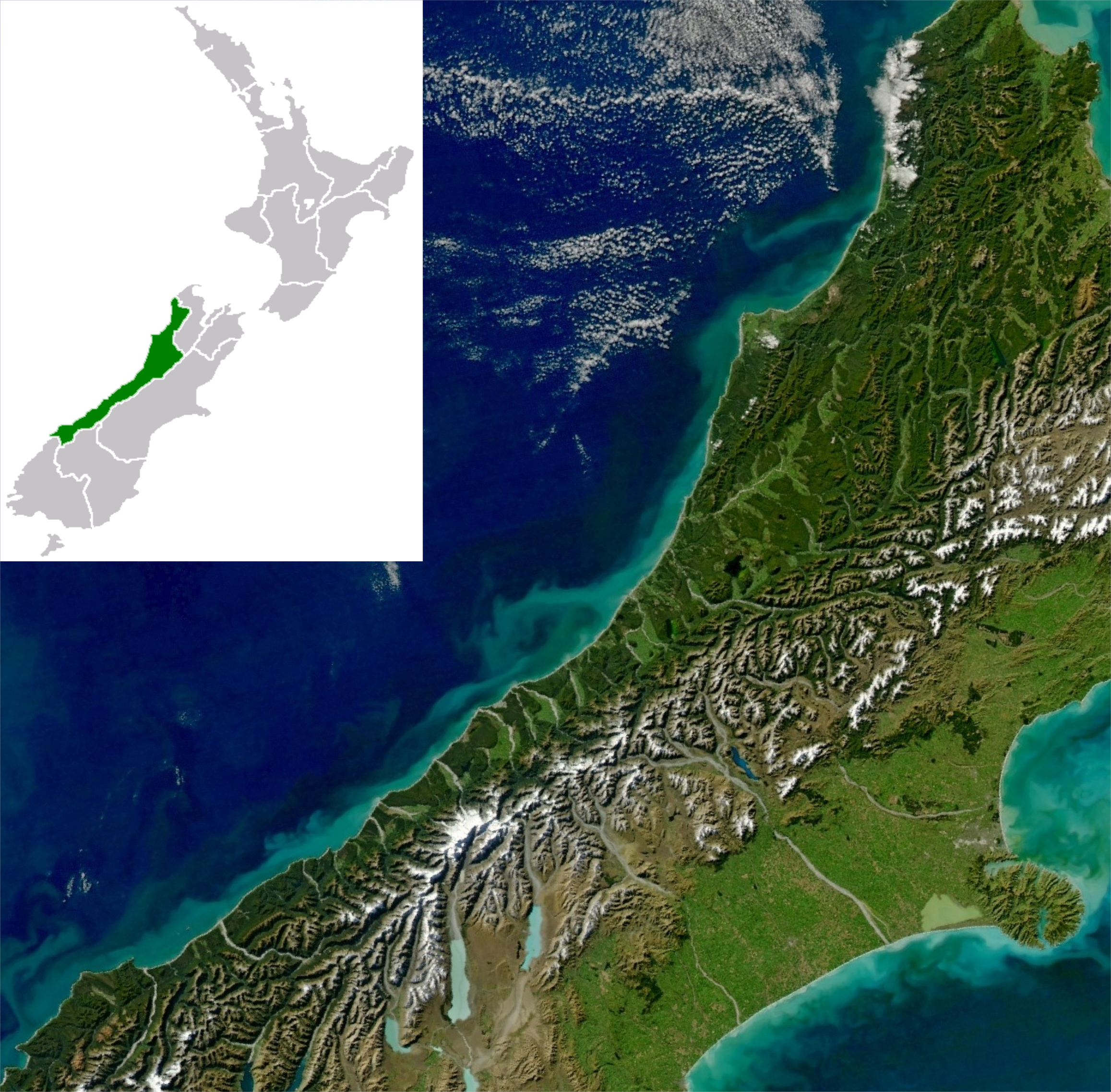
منطقه ساحل غربی، نیوزیلند

زمین‌شناسی ساحل غربی جزیره جنوبی نیوزیلند توسط گسل آلپاین که در جهت شمال به جنوب از این منطقه عبور می‌کند، به دو قسمت تقسیم شده است. در غرب گسل، سنگ‌های پی سنگ پالئوزوئیک توسط پلوتون‌ها در هم آمیخته شده‌اند و هر دو به‌طور ناپیوسته در یک توالی رسوبی پوشیده شده‌اند. در شرق گسل آلپ، شیست‌های آلپی مزوزوئیک و گریوک‌های آلپ جنوبی قرار دارند. گسل‌های فعال متعددی در سراسر منطقه وجود دارد.

## ژئومورفولوژی و تکتونیک

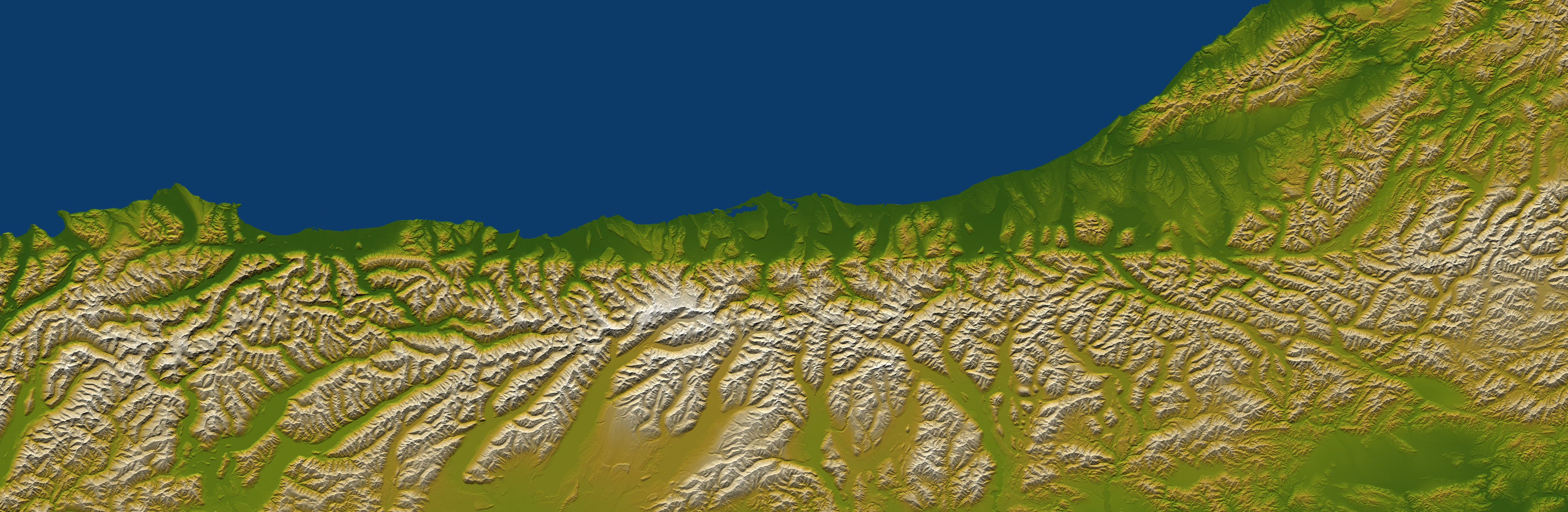
نقشه ارتفاعی ساحل غربی جزیره جنوبی نیوزیلند که خط تیز تشکیل شده توسط گسل آلپ را نشان می‌دهد. شمال در سمت راست است.

منطقه ساحل غربی از مرز اصلی کوه‌های آلپ جنوبی تا ساحل غربی جزیره جنوبی امتداد دارد. رشته‌کوه‌های آلپ جنوبی به تدریج از ساحل دورتر می‌شوند، از جنوب منطقه‌ای که کوه‌ها به دریا می‌رسند، تا شمال جایی که چندین کوه‌نورد دیگر بین آلپ جنوبی و ساحل قرار دارند. در بخش مرکزی معمولاً دشتی بین کوه‌های آلپ و دریا وجود دارد که توسط یخ‌رفت‌های یخچالی و تپه‌های منفرد ساخته شده از گرانیت مقاوم‌تر، شکسته شده است.
بالاآمدگی کوه‌های آلپ جنوبی روی گسل آلپ منجر به بارندگی بیشتر در منطقه ساحل غربی شده است. این امر فرسایش را افزایش داده است که به‌طور ایزواستاتیکی باعث افزایش بالاآمدگی شده است. این بالاآمدگی در مرکز گسل، جایی که بلندترین کوه نیوزیلند، کوه کوک، قرار دارد، بیشترین مقدار را دارد.
فرسایش شیمیایی سنگ آهک، توپوگرافی کارستی را در امتداد بخش ساحلی نیمه شمالی منطقه تشکیل می‌دهد.

## تراس‌های زیرزمینی در غرب گسل آلپ

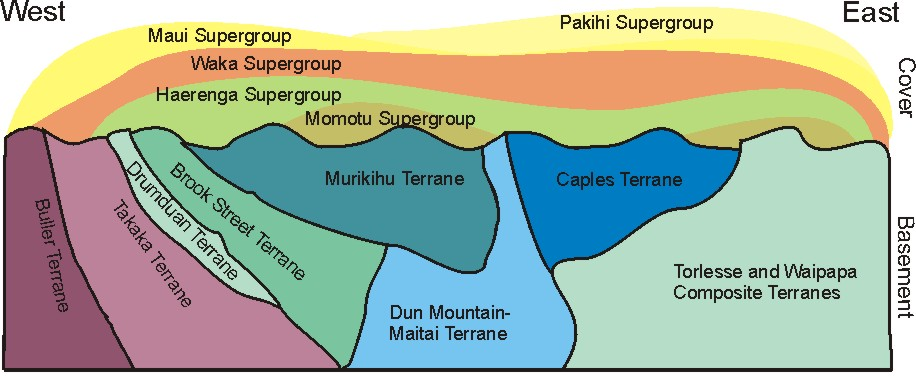
برش عرضی کارتونی از چینه‌شناسی نیوزیلند. برای وضوح بیشتر، تغییر شکل سنوزوئیک حذف شده است.

### تاکاکا ترنه
تاکاکا ترانه (Tākaka Terrane) شامل طیف گسترده‌ای از سنگ‌های رسوبی و آذرین مختلف است و سنی از کامبرین تا دونین را در بر می‌گیرد. در منطقه ساحل غربی، در شمال، در پارک ملی کاهورنگی رخنمون دارد. این تراس شامل قدیمی‌ترین سنگ‌های نیوزیلند است.

### بولر تران
بولر تران از سنگ‌های خاکستری مربوط به اردوویسین تا دونین تشکیل شده است که به صورت محلی به گنیس دگرگون شده‌اند. این منطقه از گروه‌های خلیج طلایی، گرینلند و ریفتون تشکیل شده است. گروه گرینلند دگرگون شده و گنیس متاسدیمنتاری پکسنیف را تشکیل داده است. نام رایج این سنگ‌ها «گنیس چارلستون» است و در بیشتر قرن بیستم تصور می‌شد که این سنگ‌ها قدیمی‌ترین سنگ‌های کشور هستند. بولر تران، به ویژه گروه گرینلند، رایج‌ترین واحد پی‌سنگی در غرب گسل آلپاین در ساحل غربی است.

### منطقه تکتونیکی میانه

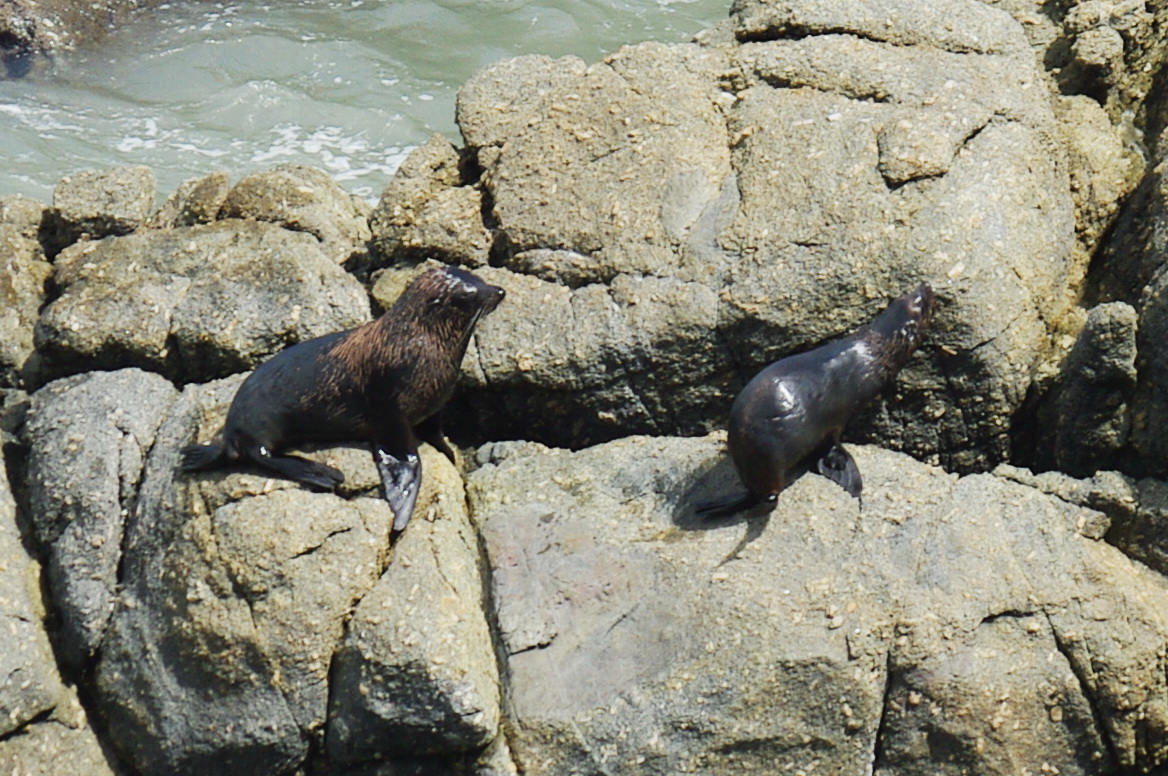
گرانیت سوئیت، کیپ فولویند

این مجموعه ای از پلوتون‌های مربوط به کربونیفر تا اوایل کرتاسه است که معمولاً مربوط به قوس‌های آتشفشانی هستند و در هر دو استان شرقی و غربی نفوذ کرده و در امتداد مرز این دو متمرکز شده‌اند. در امتداد ساحل غربی، توده‌های نفوذی مختلفی از جمله گرانیت کارامئا و سوئیت‌های راهو، نقطه جدایی و دارن دیده می‌شوند. این توده‌های نفوذی دو محدوده سنی متمایز دارند، دونین پسین تا کربنیفر و کرتاسه پیشین.

## تراس‌های زیرزمینی در شرق گسل آلپ

### شیست آلپی
شیست آلپی با نزدیک شدن به گسل آلپ از شرق، به تدریج درجه بالاتری پیدا می‌کند. در نزدیکی گسل آلپ ، پگماتیت‌ها و میلونیت‌های گرانیتی وجود دارند.

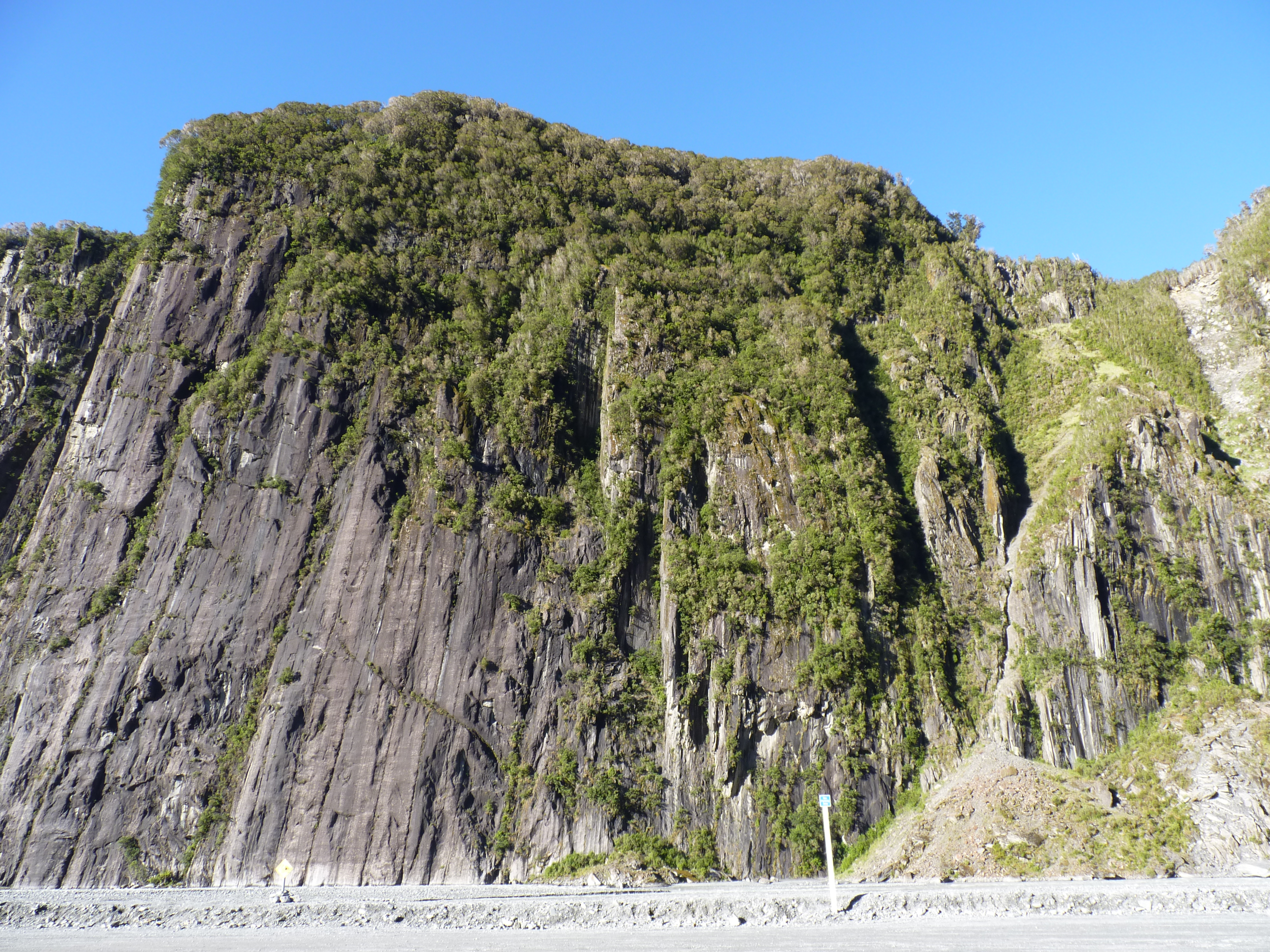
شیست آلپین، یخچال طبیعی فاکس، نیوزیلند

### سایر زمین‌های استان شرقی
در جنوبی‌ترین نقطه منطقه ساحل غربی، جنوب خلیج جکسون، تعدادی تراس زیرزمینی دیگر وجود دارد. از غرب به شرق عبارتند از درامدوآن، خیابان بروک، موریهیکو، کوه دان-مایتای، کاپلس و تراس‌های اسپایرینگ. در نزدیکی گسل آلپ، این لایه‌های زمین توسط شیست آلپی پوشانده شده‌اند.

## توالی پوشش
در شرق گسل آلپ، تقریباً تمام توالی پوششی به دلیل نرخ بالای بالاآمدگی فرسایش یافته است. در غرب گسل آلپ، یک توالی رسوبی وجود دارد که نشان‌دهندهٔ یک پسروی دریایی است.

### برش‌های زمینی و زغال‌سنگ (کرتاسه تا ائوسن)

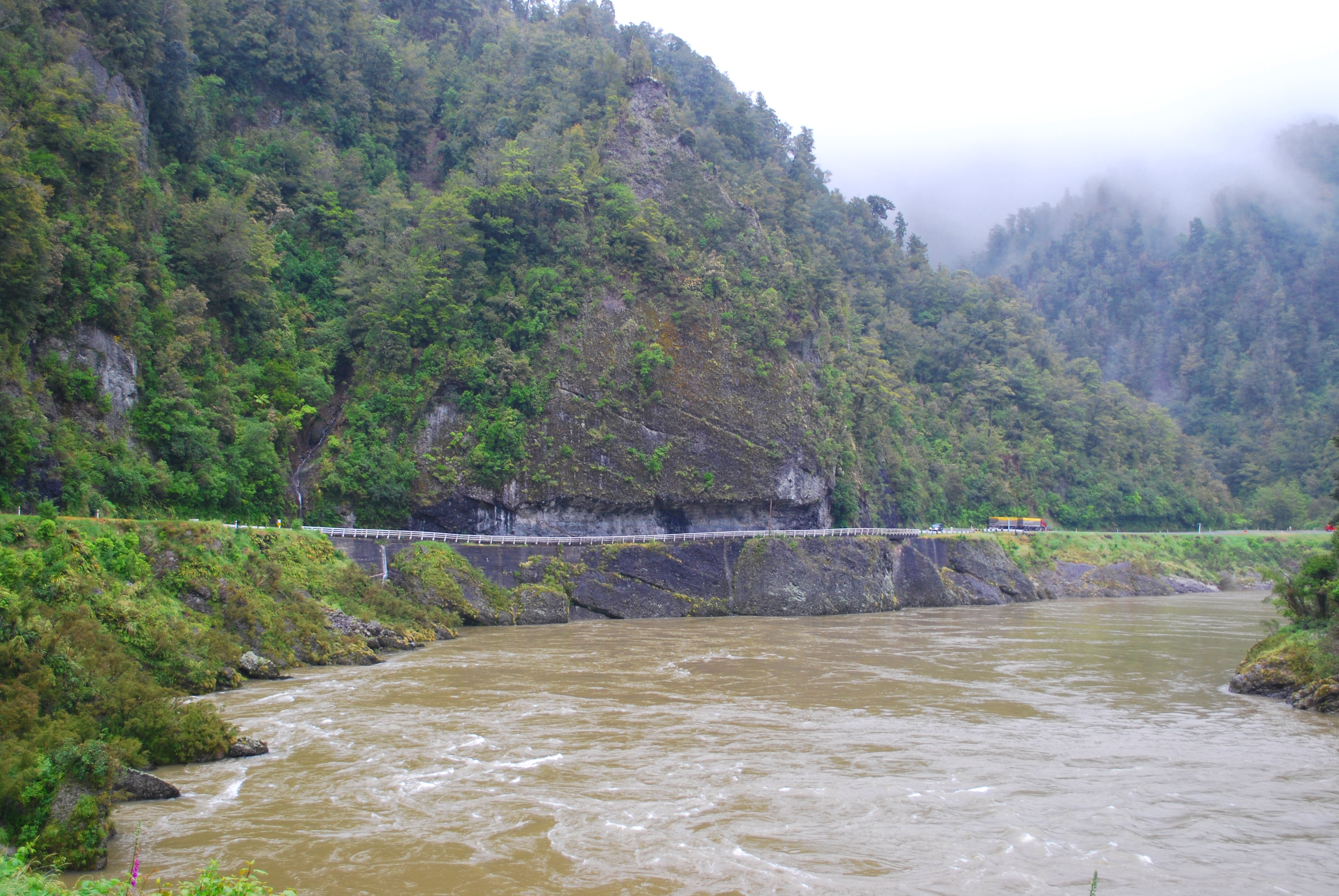
هاکس کرگ، برشیا، هاکس کرگ، رودخانه بولر

یک توالی زمینی به‌طور ناهم‌تراز بر روی سنگ‌های پی سنگی در غرب گسل آلپ قرار دارد که نشان‌دهنده حرکت پیشرونده زلاندیا به سمت دور شدن از گندوانا است. برش صخره‌ای هاکس از فرسایش دیواره‌های گسلی تشکیل شده است. همچنین بهترین منبع اورانیوم نیوزیلند است. سپس این‌ها با رسوبات زغال‌سنگی که در باتلاق‌ها از ادامهٔ گسترش تشکیل شده‌اند، پوشانده می‌شوند. این شامل هر دو معدن زغال سنگ پاپاروآ و برونر می‌شود که به‌طور گسترده استخراج می‌شوند.

### رسوبات دریایی (الیگوسن تا میوسن)

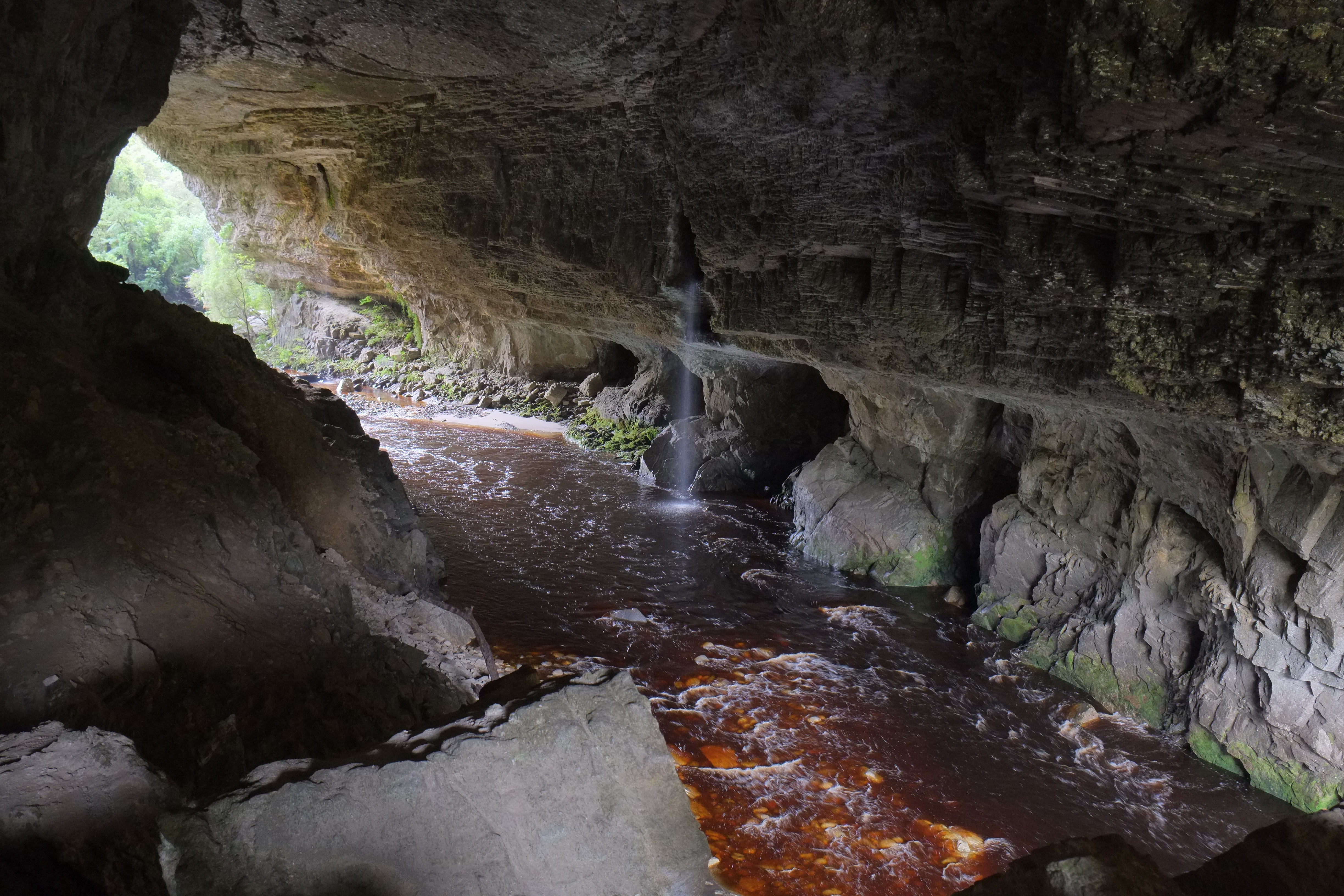
درون طاق اوپارارا. گرانیت سوئیت کارامئا در پایه و سقف سنگ آهک.

با ادامهٔ گسترش و فرونشست، منطقهٔ ساحل غربی در دورهٔ الیگوسن با رسوبات دریایی پوشیده شد. این شامل سنگ آهک و گل سنگ آهکی بود. در اوایل میوسن، گسل آلپ فعال شده بود و میزان کمی از بالاآمدگی منجر به تشکیل برخی از رسوبات زغال سنگ شد.

### آبرفت (کواترنری)
از بالاآمدگی مداوم کوه‌های آلپ جنوبی و فرسایش آن، یک توالی ضخیم از آبرفت ایجاد شد که دشت‌های ساحل غربی را تشکیل داد. اینها همچنین با مجموعه‌ای از رسوبات یخچالی مرتبط هستند.

## زمین‌شناسی اقتصادی
ساحل غربی هم سنگ سخت و هم طلای آبرفتی دارد. ذخایر قابل توجهی از زغال سنگ در شمال منطقه یافت می‌شود. یشم در منطقه مرکزی از شیست آلپ و در جنوب منطقه از زمین کوه دان-مایتای یافت می‌شود.

## خطرات طبیعی
گسل آلپ مهم‌ترین خطر را در ساحل غربی نشان می‌دهد و ۳۰ درصد احتمال دارد که در ۵۰ سال آینده زلزله‌ای با بزرگی ۸ ریشتر ایجاد کند.

## گردشگری
یخچال‌های طبیعی که به دلیل بارندگی زیاد در نزدیکی سطح دریا تشکیل شده‌اند و صخره‌های پنکیک و طاق‌های اوپارارا، از جمله عوارض فرسایشی کارست هستند که به جاذبه‌های گردشگری تبدیل شده‌اند.

## کتابشناسی
- Ballance, Peter (2009), New Zealand geology: an illustrated guide (PDF), pp. 1–397, retrieved 2019-02-20